# Вакх находит Ариадну на острове Наксос
«Вакх находит Ариадну на острове Наксос» (нидерл. Bacchus vindt Ariadne op Naxos) — рельеф голландского скульптора Адриана де Вриса, созданный приблизительно в 1611 году. Рельеф хранится в Государственном музее в Амстердаме.

## Описание
На рельефе изображён мужчина, который резко одёргивает занавес и видит спящую девушку. Сатир с волосатыми ногами козла держит факел, чтобы осветить тому путь. Благодаря мифическому созданию, то, что изображено на рельефе, не просто сцена в спальне. Это эпизод из мифа, любовная история между Вакхом и Ариадной. Адриан де Врис изобразил её в бронзе довольно детализированно. Он отклонился от изначальной истории, в которой Ариадна была найдена на пляже, и превратил её в эротическую сцену с обнаженными фигурами. Это момент настолько драматичен, что выглядит словно моментальный снимок.
Этот рельеф был создан де Врисом, вероятно, в Праге, около 1611 года.